# Arnout Coel
Arnout Coel (Leuven, 10 augustus 1985) is een Belgisch Vlaams-nationalistisch politicus voor N-VA.

## Levensloop
Coel studeerde in 2009 af in de politieke wetenschappen aan de Katholieke Universiteit Leuven. 
Hij sloot zich op zijn zestiende aan bij N-VA en vervulde verschillende functies bij Jong N-VA, als voorzitter van de lokale afdeling in Leuven, provinciaal voorzitter in Vlaams-Brabant en nationaal penningmeester. Van 2013 tot 2015 was Coel tevens voorzitter van de N-VA-afdeling van Rotselaar. Vervolgens verhuisde Coel naar Lubbeek, waar hij van 2016 tot 2019 ondervoorzitter van de plaatselijke N-VA-afdeling was en sinds december 2024 gemeenteraadslid is. Van oktober 2017 tot oktober 2019 was hij tevens voorzitter van de N-VA-afdeling van het arrondissement Leuven.
Na zijn studies was Coel van 2009 tot 2012 parlementair medewerker van Paul De Ridder, die voor N-VA in het Brussels Hoofdstedelijk Parlement zetelde. Daarna werkte hij enkele jaren in de energiesector, alvorens hij in oktober 2014 kabinetssecretaris en raadgever begroting werd van toenmalig federaal staatssecretaris Theo Francken. Nadat N-VA in december 2018 de regering-Michel I verliet omwille van het VN-Migratiepact, was hij tot in 2019 stafmedewerker op het kabinet van Vlaams minister Ben Weyts, waar hij bevoegd was voor lokale besturen.
Bij de Vlaamse verkiezingen van mei 2019 stond Coel als eerste opvolger op de Vlaams-Brabantse N-VA-lijst. In oktober 2019 werd hij Vlaams Parlementslid ter opvolging van Vlaams minister Ben Weyts. Coel was in het Vlaams Parlement van 2019 tot 2021 lid en van 2021 tot 2024 tweede ondervoorzitter van de commissie Algemeen Beleid, Financiën, Begroting en Justitie en van 2019 tot 2024 vast lid van de commissies Onderwijs en Landbouw, Visserij en Plattelandsbeleid. Bij de Vlaamse verkiezingen van juni 2024 werd Coel vanop de derde plaats van de N-VA-lijst herkozen in het Vlaams Parlement. In zijn tweede legislatuur als Vlaams Parlementslid ging Coel opnieuw zetelen in de commissies Algemeen Beleid, Financiën, Begroting, Justitie en Onroerend Erfgoed en Landbouw, Visserij en Plattelandsbeleid. Tevens zetelt hij sinds juli 2024 als deelstaatsenator in de Senaat.